# سنبلک چالوس
سنبلک چالوس (نام علمی: Muscari chalusicum)  یکی از گونه‌های سردهٔ کلاغک است. ارتفاع گیاه ۱۲ سانتیمتر است و به ندرت به ۳۰ سانتیمتر هم می‌رسد. این گیاه کوچک زیبا و پیازدار فقط در درهٔ چالوس کشف شده‌است. از نظر گیاه‌شناسی این سؤال مطرح شده‌است که این گیاه در حقیقت متعلق به جنس کلاغک هست یا خیر؟ زیرا گل‌های زنگوله‌ای و لبه‌های نسبتاً بزرگ گلپوش و همچنین وجود سایر اختصاصات این گیاه را از جنس مذکور جدا می‌نماید. طول قطعات گلپوش در این گونه در حدود ۶ میلی‌متر بوده و از ارتفاع ۳۰۰ تا ۱۱۰۰ متر در لبه‌های صخره‌ای کوه‌ها می‌روید. فصل گل‌دهی اسفند و فروردین ماه است.